# Хімік (Красноперекопськ)
«Хі́мік» (рос. Химик, крим. Himik) — український футбольний клуб з міста Красноперекопська Автономної Республіки Крим. Заснований у 1951 році.

## Всі сезони в незалежній Україні
| Сезон   | Чемпіонат     | Чемпіонат | Чемпіонат | Чемпіонат | Чемпіонат | Чемпіонат | Чемпіонат | Чемпіонат | Кубок       | Кубок | Кубок | Кубок | Кубок | Кубок | Кубок | Примітка                                            |
| Сезон   | Ліга          | Місце     | І         | В         | Н         | П         | М         | О         | Етап        | І     | В     | Н     | П     | М     | О     | Примітка                                            |
| ------- | ------------- | --------- | --------- | --------- | --------- | --------- | --------- | --------- | ----------- | ----- | ----- | ----- | ----- | ----- | ----- | --------------------------------------------------- |
| 2005/06 | Друга Група Б | 6 з 15    | 28        | 11        | 5         | 12        | 24−30     | 38        | 1/16 фіналу | 2     | 1     | 0     | 1     | 5−5   | 3     |                                                     |
| 2006/07 | Друга Група Б | 5 з 16    | 28        | 13        | 7         | 8         | 35−28     | 46        | 1/16 фіналу | 2     | 1     | 0     | 1     | 4−4   | 3     |                                                     |
| 2007/08 | Друга Група Б | 4 з 18    | 34        | 21        | 6         | 7         | 54−28     | 69        | 1/64 фіналу | 1     | 0     | 0     | 1     | 0−2   | 0     | Відмова від участі в чемпіонаті з наступного сезону |
| Всього  | Друга         | 3 сезони  | 90        | 45        | 18        | 27        | 113−86    | 153       | >3 сезони   | 5     | 2     | 0     | 3     | 9−11  | 6     |                                                     |

## Досягнення
- Чемпіон Криму — 2004, 2010
- Кубок Криму — 2005